# Sonnenfackel
Sonnenfackeln, auch als Faculae (lat. facula = kleine Fackel) oder Plages (französ. helle Strände) bezeichnet, sind Gebiete auf der Sonne, die gegenüber der normalen sichtbaren Oberfläche eine erhöhte Helligkeit und Temperatur (etwa 7000 °C) aufweisen.
Sonnenfackeln befinden sich typischerweise in der Nähe von Sonnenflecken, deren Entstehen sie oft einige Tage vorher anzeigen. Die mittlere Lebensdauer liegt bei etwa 15 Tagen; sie ist damit meist länger als die der zugehörigen Flecken. Zum Leuchten werden die Fackeln von stark veränderlichen Magnetfeldern angeregt, die auch Ursache der Sonnenflecken sind.
Sonnenfackeln breiten sich flächig und in langen Lichtlinien in der Chromosphäre aus. Man kann sie daher besonders gut an den Randzonen der Sonnenscheibe beobachten, wo die Helligkeit der darunterliegenden Photosphäre schon gedämpft ist (Randverdunkelung). Am besten zu sehen sind Sonnenfackeln im roten Licht der Wasserstoff-Spektrallinien, aber auch in den Kalzium-Wellenlängen K2 und K3. Die fotografische Beobachtung erfolgt mittels Spektroheliogrammen. Vereinzelt lassen sich sehr helle Fackeln im Weißlicht auch in der Mitte der Sonnenscheibe beobachten, beispielsweise wenn dort während der Beobachtung ein Flare auftritt.
Die genaue Erforschung der Sonnenfackeln begann in den 1950er-Jahren durch Paul ten Bruggencate und Otto Kiepenheuer. Letzterer nahm sie erstmals in verschiedenen Höhenniveaus auf und vermutete bereits veränderliche Magnetfelder als Ursache.